# Isabella Giovinazzo (actriz)
Isabella Giovinazzo es una actriz australiana, más conocida por haber interpretado a Phoebe Nicholson en la serie Home and Away.

## Biografía
Es hija de un compositor de música, tiene dos hermanas menores Olivia Giovinazzo y Greta Giovinazzo. Es de ascendencia italiana.
En 2009 entró a la Swinburne University donde completó una licenciatura en cine y televisión.
En 2015 se casó con su novio Charlie Ford, sin embargo el matrimonio terminó poco después y se separaron en agosto de 2016.
En 2017 comenzó a salir con el actor James Stewart, sin embargo la relación terminó más tarde ese mismo año.

## Carrera
En 2011 coescribió un documental con Ella Carey llamado Chong World el cual se proyectó en el Festival de Cine de St. Kilda. Dos años después, en 2013, escribió y actuó en el corto Swim.
El 26 de noviembre de 2013 se unió al elenco principal de la popular serie australiana Home and Away donde interpretó a Phoebe Nicholson, la novia de Kyle Braxton, hasta el 11 de mayo de 2017, después de que su personaje decidiera dejar la bahía para mudarse a los Estados Unidos para iniciar su tour musical.
En agosto de 2015 se anunció que aparecería en el especial de la serie Home and Away: Home and Away: An Eye for An Eye donde interpretó nuevamente a Phoebe Nicholson el 9 de diciembre del mismo año.

## Filmografía

### Series de televisión
| Año             | Título            | Personaje        | Notas         |
| --------------- | ----------------- | ---------------- | ------------- |
| 2018 - presente | Playing for Keeps | Jessie           | 8 episodios   |
| 2013 - 2017     | Home and Away     | Phoebe Nicholson | 341 episodios |

### Películas
| Año  | Título                           | Personaje        | Notas |
| ---- | -------------------------------- | ---------------- | --- |
| 2015 | Home and Away: An Eye for An Eye | Phoebe Nicholson | junto a Diarmid Heidenreich, Dan Ewing, Nicholas Westaway, Bonnie Sveen y George Mason                    |
| 2013 | Him Behind Her                   | Marianne         | corto - junto a Tavis Urquhart                                                                            |
| 2013 | Swim                             | She              | junto a Kathleen Lee                                                                                      |
| 2013 | Carnivore                        | Rachel           | corto - junto a Paul Blenheim, Cameron Ewart, Georgia Kelly, Adrienne Smith y Tavis Urquhart              |
| 2004 | Marco Solo                       | Joven Hermana    | corto - junto a Joseph Sollena, Robert Urban, Helen Nicholas, Irini Pappas, Maria Diele y Ariana Migliore |
| 2000 | Wee Jimmy                        | Marcella         | corto - junto a Jonathon Krueger, Melanie Wason, Anthony Hammer, Santo Costa y Nell Feeney                |

### Escritora, directora, productora y editora
| Año  | Título         | Notas                                                |
| ---- | -------------- | ---------------------------------------------------- |
| 2013 | Swim           | corto - escritora y productora                       |
| 2012 | Buck Up        | corto - directora y escritora                        |
| 2012 | Star           | corto - directora, coproductora, escritora y editora |
| 2012 | Kylo & Quentin | corto - directora de arte                            |
| 2011 | Chong World    | documental - coescritora                             |